# Crescent City (Flórida)
Crescent City é uma cidade localizada no estado americano da Flórida, no condado de Putnam. Foi incorporada em 1883.

## Geografia
De acordo com o United States Census Bureau, a cidade tem uma área de 6,2 km², onde 5,4 km² estão cobertos por terra e 0,8 km² por água.

### Localidades na vizinhança
O diagrama seguinte representa as localidades num raio de 32 km ao redor de Crescent City.

## Demografia
Segundo o censo nacional de 2010, a sua população é de 1 577 habitantes e sua densidade populacional é de 291,3 hab/km². Possui 889 residências, que resulta em uma densidade de 164,2 residências/km². É a localidade que, em 10 anos, teve a maior redução populacional do condado de Putman.